# Сија (музичарка)
Сија Кејт Изобел Ферлер (енгл. Sia Kate Isobelle Furler; 18. децембар 1975. Аделејд, Аустралија) аустралијска је певачица, текстописац и музички продуцент. Каријеру је почела средином 1990-их у бенду Crisp. После распада Crisp-а 1997, издаје своје деби студијски албум OnlySee и сели се у Лондон где постаје главни вокал за британски дуо Zero 7.
Године 2001, издаје свој други студијски албум Healing Is Difficult а 2004. и трећи албум Colour the Small One. 2005. се сели у Њујорк и почиње турнеју по САД. 2008. издаје свој четврти албум Some People Have Real Problems а 2010. своје пети албум We Are Born. Након тога почиње сарадњу са другим музичарима као нпр. Давид Гета (Titanium), Ријана (Diamonds) и Фло Рајда (Wild Ones).
Године 2014, издаје свој шести студијски албум 1000 Forms of Fear који је дебитовао на првом месту на америчкој Billboard 200 листи, спот за сингл са овог албума Chandelier је до данас накупио преко 1,5 милијарду прегледа на Јутубу. 2016 издаје свој седми студијски албум This Is Acting и има турнеју по САД под називом Nostalgic for the Present Tour. Сија је добила читав спектар музичких награда као нпр. ARIA Awards и MTV Video Music Award.
Оно по чему је јединствена је што се махом не појављује у својим музичким спотовима или ако се и појављује, појављује се скривеног лица.